# Sparta Rotterdam
Sparta Rotterdam är den äldsta professionella fotbollsklubben i Nederländerna. Klubben grundades 1 april 1888. Fram till säsongen 2002/2003 hade klubben alltid spelat i högsta divisionen, då man blev nedflyttade från högstaligan Eredivisie. Säsongen 2004/2005 kom laget på andraplats i andradivisionen Eerste Divisie och gick därför upp i Eredivisie igen.

## Placering senaste säsonger
| Säsong  | Nivå | Liga           | Placering | Referens | Kommentar                      |
| ------- | ---- | -------------- | --------- | -------- | ------------------------------ |
| 2010/11 | 2    | Eerste Divisie | 9         | [ 1 ]    |                                |
| 2011/12 | 2    | Eerste Divisie | 2         | [ 2 ]    |                                |
| 2012/13 | 2    | Eerste Divisie | 3         | [ 3 ]    |                                |
| 2013/14 | 2    | Eerste Divisie | 16        | [ 4 ]    |                                |
| 2014/15 | 2    | Eerste Divisie | 8         | [ 5 ]    |                                |
| 2015/16 | 2    | Eerste Divisie | 1         | [ 6 ]    | Uppflyttad till Eredivisie     |
| 2016/17 | 1    | Eredivisie     | 15        | [ 7 ]    |                                |
| 2017/18 | 1    | Eredivisie     | 17        | [ 8 ]    | Nedflyttad till Eerste Divisie |
| 2018/19 | 2    | Eerste Divisie | 2         | [ 9 ]    | Uppflyttad till Eredivisie     |
| 2019/20 | 1    | Eredivisie     | x         | [ 10 ]   | (Coronaviruspandemin)          |
| 2020/21 | 1    | Eredivisie     | 8         | [ 11 ]   |                                |
| 2021/22 | 1    | Eredivisie     | 14        | [ 12 ]   |                                |

## Spelartrupp
| - | Nederländerna | Delano van Crooij    | 5 juni 1991    | VVV-Venlo (-22)          |
| - | Nederländerna | Nick Olij            | 1 augusti 1995 | NAC (-22)                |
| - | Tyskland      | Kaylen Reitmaier     | 5 april 2004   | Fortuna Düsseldorf (-23) |
| - | Nederländerna | Youri Schoonderwaldt | 13 mars 2000   | ADO Den Haag (-22)       |

| - | Komorerna     | Saïd Bakari            | 22 september 1994 | Waalwijk (-23)        |
| - | Nederländerna | Mike Eerdhuijzen       | 13 juli 2000      | Volendam (-22)        |
| - | Surinam       | Djevencio van der Kust | 30 april 2001     | Utrecht (-23)         |
| - | Nederländerna | Rick Meissen           | 24 februari 2002  | Utrecht (-23)         |
| - | Spanien       | Sergi Rosanas          | 29 januari 2001   | Barcelona B (-23)     |
| - | Nederländerna | Tijs Velthuis          | 12 januari 2002   | AZ (-23)              |
| - | Nederländerna | Bart Vriends           | 9 maj 1991        | Go Ahead Eagles (-16) |
| - | Nederländerna | Django Warmerdam       | 2 september 1995  | Utrecht (-23)         |

| - | Brasilien     | Metinho            | 23 april 2003     | Troyes (-23)     |
| - | Spanien       | Pedro Alemañ       | 21 mars 2002      | Valencia B (-23) |
| - | Nederländerna | Pelle Clement      | 19 maj 1996       | Waalwijk (-23)   |
| - | Nederländerna | Jonathan de Guzmán | 13 september 1987 | OFI Kreta (-22)  |
| - | Norge         | Joshua Kitolano    | 3 augusti 2001    | Odd (-22)        |
| - | Belgien       | Arno Verschueren   | 8 april 1997      | Lommel (-22)     |

| - | USA      | Agustín Anello       | 22 april 2002   | Lommel (-23)        |
| - | Kanada   | Charles-Andreas Brym | 8 augusti 1998  | FC Eindhoven (-22)  |
| - | Norge    | Tobias Lauritsen     | 30 augusti 1997 | Odd (-22)           |
| - | Algeriet | Camiel Neghli        | 6 november 2001 | De Graafschap (-23) |
| - | Japan    | Koki Saito           | 10 augusti 2001 | Lommel (-22)        |

Not: Spelare i kursiv stil är inlånade.

### Utlånade spelare
| Nr | Land          | Pos | Namn                                        |
| -- | ------------- | --- | ------------------------------------------- |
|    | Nederländerna | A   | Patrick Brouwer (i Emmen till 30 juni 2024) |